# Lycaena obscura
Lycaena obscura är en fjärilsart som beskrevs av Kaucki 1924. Lycaena obscura ingår i släktet Lycaena och familjen juvelvingar. Inga underarter finns listade i Catalogue of Life.